# Політ (Бішкек)
«Політ» (кирг. «Полёт») — киргизський футбольний клуб, який представляє Бішкек.

## Хронологія назв
- 1997—1999: СК «Свердловського РУВС» Бішкек
- 1999—2003: ФК «Політ» (Бішкек)

## Історія
Команда була заснована в 1997 році під назвою СК «Свердловського РУВС» Бішкек. В 1998 році дебютувала у Вищій лізі, в якій посіла 4-те місце. В наступних двох сезонах двічі поспіль ставала бронзовим призером. Але в 2001 році припинив свої виступи. У 2003 році команда об'єдналася з клубом «Динамо-Еркін Фарм» (Бішкек), який виступав у Вищій лізі. Перша команда під назвою Динамо-Політ (Бішкек) продовжила свої виступи у Вищій лізі, а друга команда під назвою «Еркін Фарм» (Бішкек) стартувала у Першій лізі чемпіонату Киргизстану. По завершенню сезону 2003 року клуб було розформовано.

## Досягнення
- Топ-Ліга
  -  Третє місце (2): 1999 (розділив), 2000